# Million Dollar Arm
Million Dollar Arm è un film del 2014 diretto da Craig Gillespie.
Film statunitense biografico e sportivo prodotto dalla Walt Disney Pictures, su una sceneggiatura di Thomas McCarthy, basato sulla vera storia di Rinku Singh e Dinesh Patel, primi lanciatori professionisti di nazionalità indiana nella storia del baseball statunitense.
Il titolo originale tradotto letteralmente significa: "Il braccio da un milione di dollari". 

## Trama
Il manager sportivo J.B. Bernstein nel tentativo di rilanciare la sua carriera, che sembra aver ormai intrapreso la parabola discendente, mette a punto una nuova strategia di reclutamento: si reca in India (paese con oltre un miliardo di abitanti e molta passione per il cricket, in cui si potrebbe nascondere un potenziale e sconosciuto nuovo talento per il baseball) per produrre "Million Dollar Arm", un concorso televisivo dal quale scegliere due giocatori di cricket da lanciare nel mondo del baseball statunitense: i concorrenti ottengono punti se dimostrano di poter lanciare una palla da baseball con velocità e precisione. Insieme con il premio in denaro, i due vincitori voleranno negli Stati Uniti per affrontare un allenamento specifico così da avere la prospettiva di diventare giocatori professionisti della Major League Baseball entro due anni. JB è consapevole che la modalità del lancio della palla nel cricket è completamente diversa da quella del baseball, ma ormai non ha più nulla da perdere e decide di proseguire nella sua impresa.
Dopo un lungo tour nelle principali città dell'India, emergono due giovani lanciatori, Rinku Singh e Dinesh Patel, che volano con JB negli Stati Uniti per coronare il loro sogno. I ragazzi purtroppo, cresciuti nell'estrema povertà del loro paese, non sono abituati allo stile di vita degli Stati Uniti, di cui non conoscono neppure la lingua. Non riescono ad integrarsi negli allenamenti di baseball e il provino finale risulta un vero disastro a causa della troppa emozione.
Quando tutte le speranze sembrano perse, JB riesce ad organizzare un secondo provino per dimostrare le reali capacità dei giocatori indiani: questa volta i lanci hanno successo, raggiungendo il bersaglio con precisione a velocità fino a 92 miglia orarie (147 km/h) e i ragazzi vengono ingaggiati dai Pittsburgh Pirates.

## Produzione
Nel 2008, i produttori sportivi televisivi Neil e Michael Mandt iniziarono a documentare la formazione e i provini di Rinku Singh e Dinesh Patel presso il campus della University of Southern California. Utilizzando i filmati originali realizzati, crearono un trailer di nove minuti per promuovere la realizzazione di un film sui due giocatori. Nel dicembre 2008 i fratelli Mandt iniziarono una collaborazione con i produttori Mark Ciardi, Gordon Gray e Joe Roth e, all'inizio del 2009, i diritti cinematografici della storia di Singh e Patel furono acquistati dalla Sony Pictures Entertainment per lo sviluppo presso la Columbia Pictures, incaricando Mitch Glazer di scrivere una sceneggiatura. Il progetto tuttavia venne considerato come un insuccesso e, nel 2010, i produttori Roth e Ciardi vendettero i diritti del film alla Walt Disney Pictures, la quale assunse Thomas McCarthy per la scrittura di un copione. Nel maggio del 2012 Jon Hamm è stato ingaggiato per interpretare il ruolo di JB Bernstein; Alan Arkin e Suraj Sharma vennero chiamati nell'aprile 2013, mentre Allyn Rachel entrò nel cast il mese successivo.
Le riprese iniziarono il 30 maggio 2013 a Mumbai, Atlanta e Los Angeles.

## Distribuzione
Il trailer del film è uscito il 23 dicembre 2013, in occasione della proiezione di Saving Mr. Banks; inoltre la Disney ha iniziato una massiccia promozione sui canali televisivi dell'emittente sportiva ESPN.
Il film è stato distribuito nelle sale cinematografiche statunitensi a partire da 16 maggio 2014, incassando complessivamente 36,5 milioni di dollari nel solo Nord America e 1,9 milioni di dollari nel resto del mondo, per un totale lordo di $ 38,3 milioni, a fronte di un budget di $ 25 milioni. In Italia è stato trasmesso direttamente su Disney Channel.